# Língua matipu
Matipu é uma língua caribana falada pelos matipus do Parque Indígena do Xingu, no estado brasileiro de Mato Grosso.